# Twilight Force
Twilight Force es una banda sueca de power metal sinfónico formada en Falun en 2011. Musicalmente tienen cierta similitud a bandas como Rhapsody o Gloryhammer.

## Historia

### Comienzos y álbum debut (2011-2015)
La idea detrás de Twilight Force fue concebida a mediados de la década de 2000, y los primeros temas para un álbum de música, que seguiría estilísticamente los álbumes de grupos de power metal de finales del siglo XX y principios del XXI, fueron músicos con los sobrenombres Lynd (guitarra) y Blackwald (teclados), compuesto ya en 2006, aunque el proyecto en ese momento era principalmente conceptual, los dos escribirían gran parte del material que se puede encontrar en los primeros dos álbumes incluso antes de que formaran la banda. Blackwald, un conferencista, músico y técnico de sonido, a menudo estaba de gira o trabajaba con otros grupos y, en ese momento, el cantante Chrileon vivía en Los Ángeles, California. Por esta razón, el proyecto de Lynd y Blackwald permaneció inactivo durante algunos años.
Ya en 2011, fundaron la banda Twilight Force en Falun, Suecia con la visión de recuperar la era dorada del power metal. Durante los siguientes dos o tres años, mejoraron gradualmente sus habilidades interpretativas y buscaron otros músicos con una visión similar. Así se unieron a la banda el cantante Chrileon, el bajista Borne, el segundo guitarrista Aerendir y el baterista Robban Bäck, quienes ya habían tocado juntos en diversas bandas en Falun. Con esta formación comenzaron a grabar su primer álbum de estudio, en un estudio de grabación en la casa de Blackwald, conocido popularmente como "The Twilight Forge", fue un paso importante para permitir que los miembros de la banda grabaran, mezclaran y masterizaran las pistas libremente.
La producción corrió por cuenta de los propios Lynd y Blackwald, quienes también compusieron todos los temas. El disco se llamó Tales of Ancient Prophecies y fue lanzado en 2014 a través de Black Lodge Records. Después del lanzamiento del álbum debut, que alcanzó la posición 29 en las listas suecas. Robban Bäck dejó la banda y fue reemplazado por De'Azsh. 

### Segundo álbum y giras (2015-2017)
Los primeros materiales para el segundo álbum de estudio ya habían sido compuestos por Lynd y Blackwald antes del lanzamiento de Tales of Ancient Prophecies. Si bien con el primer disco el grupo quería continuar la creación de bandas de power metal del cambio de milenio, esta vez su objetivo era "dar un paso adelante". Las composiciones son por tanto más complejas y contienen una gran cantidad de elementos orquestales. Estos fueron creados principalmente mediante muestreo , algunos instrumentos como el laúd , la percusión , el clavecín o el violín fueron grabados en vivo. La grabación tuvo lugar nuevamente en The Twilight Forge y la producción estuvo a cargo de Lynd y Blackwald, quienes también mezclaron y masterizaron el álbum. Twilight Force también creó su propio mundo de fantasía para el álbum, con cada miembro de la banda representando un personaje ficticio. Tiene sus propias características y habilidades, que se describen en el folleto del álbum. El álbum se tituló Heroes of Mighty Magic y fue lanzado en el verano de 2016 con Nuclear Blast Records , con quien la banda había firmado un contrato a principios de ese año. El disco fue evaluado en su mayoría positivamente por los críticos musicales, también fue etiquetado como una "obra maestra".
Durante los festivales de verano, el grupo actuó en el Sabaton Open Air 2016, donde grabaron su actuación para un próximo DVD. Sin embargo, el grupo encontró varios problemas durante el proceso de grabación, por lo que no está claro cuándo o si se lanzará el DVD, solo se lanzó el video musical de la canción "Powerwind".  A los festivales de verano les siguieron tres giras de conciertos en el papel de banda telonero a finales de 2016 y 2017; el primero con Sonata Arctica, el segundo y para Twilight Force la serie de conciertos más grande hasta ese momento tuvo lugar con los grupos Sabaton y Accept y en el otoño de 2017 la banda todavía estaba por delante de DragonForce . Sin embargo, esta gira se realizó sin el cantante Chrileon, cuya salida del grupo se anunció aproximadamente dos semanas antes del inicio de la serie de conciertos. Según los demás miembros, el motivo de su salida fueron diferentes opiniones y prioridades. Tommy Johanson lo reemplazó como cantante temporal. Incluso antes de eso, Twilight Force visitó Japón y Estados Unidos como parte de los festivales de verano de 2017, incluso el Wacken Open Air , el festival de metal más grande de Europa.

### Álbumes posteriores y cambios de formación (2017-presente)
El grupo comenzó a trabajar en su tercer álbum de estudio en 2017, luego la grabación comenzó un año después. El álbum, que se llama Dawn of the Dragonstar , presentó un nuevo cantante permanente, Alessandro Conti . El álbum fue lanzado en agosto de 2019.
La mayoría de los solos de guitarra del álbum se grabaron con una Fender Stratocaster afinada en cuartas, lo que, según el guitarrista Lynd, "abrió un mundo completamente nuevo de posibilidades para mi forma de tocar". En comparación con los álbumes anteriores lanzados por la banda, el proceso de grabación fue ligeramente diferente: con Chrileon, todos los miembros de la banda estaban muy cerca en Suecia. Con Allyon, un italiano nativo, la banda tuvo que solucionar esto. En una entrevista de 2018, la banda dio una respuesta dentro del personaje de que "los dragones son rápidos y confiables. La distancia es una pequeña preocupación en estos tiempos. Los dragones y los pergaminos del portal de la ciudad son igualmente eficientes en tiempos de necesidad".
En 2022 se les une la cantante Krysthara como corista en vivo.
Un año más tarde, 2023, lanzaron su cuarto álbum de estudio, titulado At The Heart of Wintervale, mismo que volvió a ser producido por Lynd y Blackwald.
Ese fue el último álbum que presentó a los miembros de larga data Lynd, Aerendir y Born, que anunciaron su salida en 2024.
En su reemplazo ingresaron en septiembre del mismo año Galyn y Bramley Underhall como guitarristas, Xandor como bajista y la corista en vivo Krysthara se vuelve corista oficial de la banda. La nueva formación realizó su primer espectáculo en ProgPower USA ese mismo mes

## Estilo
Los miembros de la banda tocan bajo el uso de apodos y usan disfraces en el escenario que reflejan los temas líricos de la banda. El grupo se describe a sí mismo como "Adventure metal", en parte debido al uso de disfraces, accesorios y comportamiento en el escenario. La banda ha citado los primeros juegos de rol como Heroes of Might and Magic y los juegos de rol de mesa como Dungeons & Dragons como inspiración para su apariencia.
Musicalmente su estilo es una combinación de power metal melódico y sinfónico, siendo inspirados por las bandas Helloween, Rhapsody of Fire, Stratovarius y Sonata Arctica.
Las letras de sus canciones son inspiradas en la fantasía y dragones con la adición de instrumentos acústicos y clásicos como el laúd, el clavecín y el violonchelo, no muy diferente de Rhapsody, más los fuertes coros épicos que los han caracterizado a lo largo de su historia. 

## Miembros

### Actuales
- Allyon (Alessandro Conti) – Voz
- Blackwald (Daniel Beckman) – Teclados, Piano, Violín
- De'Azsh (Isak Olsson) – Batería, Percusiones
- Galyn (Galen Stapley) - Guitarra, Laúd
- Bramley Underhall (Bradley Hall) - Guitarra
- Xandor (Alex Miles) - Bajo
- Krysthara (Kristin Starkey) - Coros y voz

### Pasados
- Christian Eriksson (Chrileon) – Voz (2013–2017)
- Roberto (Robban Bäck) - Batería (2013)
- Daniel Sjögren (De'Azsh) - batería, percusión (2013-2019)
- Philip Lindh (Lynd) – Guitarra, Laúd (2011-2024)
- Jocke Leandro Johansson (Aerendir) – Guitarra (2013–2024)
- Dunder Björn Lundqvist (Born) – Bajo (2013-2024)

### Miembros de estudio
- Kenny Leckremo – voz (2014)
- Joakim Brodén – voz (2014, 2015, 2016)

## Discografía

### Álbumes
- Tales Of Ancient Prophecies (2014)
- Heroes Of Mighty Magic (2016)
- Dawn of the Dragonstar (2019)
- At the Heart of Wintervale (2023)

### Sencillos
- The Power of the Ancient Force (2014)
- Gates Of Glory (2015)
- Battle of Arcane Might (2016)
- Night of Winterlight (2019)
- Dawn of the Dragonstar (2019)
- Twilight Force (2022)
- Sunlight Knight (2022)
- Skynights of Aldaria (2023)
- The Sapphire Dragon of Arcane Might is Back Again (2023)